# Ivan Kušan
Ivan Kušan (Sarajevo, 30 agosto 1933 – Zagabria, 20 novembre 2012) è stato uno scrittore e sceneggiatore croato.

## Biografia

### Giovinezza
Ivan Kušan nacque nel 1933 a Sarajevo, Regno di Yugoslavia da Jakša Kušan, proprietario di una libreria. La famiglia si trasferì a Zagabria nel 1939. All'età di dieci anni Ivan scoprì di avere talento nello scrivere e scrisse il suo primo romanzo.

### Carriera
Negli anni '50 Kušan ha lavorato su Radio Zagreb e dal 1980 al 1994 ha insegnato all'Accademia di Arte drammatica dell'Università di Zagabria.
Ha pubblicato il suo primo libro nel 1956. Kušan era specializzato in romanzi per bambini, alcuni dei quali, come Lažeš, Melita e Koko u Parizu, sono diventati molto popolari. Successivamente scrisse anche alcuni racconti erotici. Il suo romanzo sul celebre fuorilegge Jovo Stanisavljević Čaruga venne nel 1991 trasportato in un film.

### Vita privata
Kušan si sposò due volte ed ebbe un figlio dal suo primo matrimonio.

### Morte
Kušan venne colpito da diversi ictus dai quali non si riprese mai completamente. È morto a Zagabria, Croazia il 20 novembre 2012.

## Opere

### Romanzi e storie per bambini
- Uzbuna na zelenom vrhu (1956)
- Koko i duhovi (1958)
- Domaća zadaća (1960)
- Zagonetni dječak (1963)
- Lažeš, Melita (1965) [2]
- Koko u Parizu (1972)
- Strašni kauboj (1982)
- Ljubav ili smrt (1987)
- Koko u Kninu (1996)

### Romani, priče, putopisi
- Trenutak unaprijed (1957)
- Razapet između (1958)
- Zidom zazidani (1960)
- Toranj (1970)
- Veliki dan (1970)
- Naivci (1975)
- Prerušeni prosjak (1986)
- 100 najvećih rupa (1993)
- Ljubi susjeda svoga (1995)
- Medvedgradski golubovi (1995)
- Promišljeni, dugi gnjev (1997)
- Knjiga za mladež i starež (1998)
- Nasljednik indijskog cara (2000)

### Drame
- Čaruga
- Ljepotica i zvijer
- Narodni glas
- Psihopati
- Rupa za udaju
- Spomenik Demostenu
- Svrha od slobode (1995)
- Vaudeville

## Filmografia

### Sceneggiatore
- Osuda inz. Meglara, regia di Zvonimir Bajsic - Film TV (1965)
- Za njegovo dobro, regia di Zvonimir Bajsic - Film TV (1968)
- Sajam na svoj nacin, regia di Petar Teslic - Film TV (1968)
- Psihopati, regia di Branko Ivanda - Film TV (1974)
- Pjesma od rastanka, regia di Daniel Marusic - Film TV (1979)
- Il segreto di Nikola Tesla (Tajna Nikole Tesle), regia di Krsto Papić (1980)
- Zlocin u skoli, regia di Branko Ivanda (1982)
- Operacija Barbarossa - Miniserie TV (1990)
- Čaruga, regia di Rajko Grlić (1991)
- Parizi - Istra, regia di Rajko Grlić - Cortometraggio (1991)
- Ljubav ili smrt - Miniserie TV (1999)
- Balkán kobra, regia di István Márton e Sándor Csányi - Film TV (2016)

### Soggetto
- Lažeš, Melita - Miniserie TV (1983)
- Čaruga, regia di Rajko Grlić (1991)
- Ljubav ili smrt - Miniserie TV (1999)
- Koko i duhovi, regia di Daniel Kušan (2011)
- Zagonetni dječak, regia di Drazen Zarkovic (2013)
- Ljubav ili smrt, regia di Daniel Kušan (2014)
- Uzbuna na Zelenom Vrhu, regia di Cejen Cernic (2017)

### Attore
- Profesor latinskoga, regia di Zvonimir Bajsic - Film TV (1977)